# МКС-42
МКС-42 — сорок другий довготривалий екіпаж Міжнародної космічної станції. Його робота розпочалася 10 листопада 2014 року з моменту відстиковки Союз ТМА-13М від станції та завершився 12 березня 2015 року.

## Екіпаж
| Посада        | З вересня 2014                | З листопада 2014 по березень 2015 |
| ------------- | ----------------------------- | --------------------------------- |
| Командир      | Баррі Вілмор (2), НАСА        | Баррі Вілмор (2), НАСА            |
| Бортінженер 1 | Олександр Самокутяев (2), ФКА | Олександр Самокутяев (2), ФКА     |
| Бортінженер 2 | Олена Сєрова (1), ФКА         | Олена Сєрова (1), ФКА             |
| Бортінженер 3 |                               | Антон Шкаплеров (2), ФКА          |
| Бортінженер 4 |                               | Саманта Крістофоретті (1), ЕКА    |
| Бортінженер 5 |                               | Террі Віртс (2), НАСА             |

## Цікаві факти
- Саманта Крістофоретті стала першою жінкою з Європи, яка відвідала МКС[2].